# آندری شپکین
آندری شپکین (اوکراینی: Андрій Щепкін؛ زادهٔ ۱ مه ۱۹۶۵) بازیکن هندبال اهل اسپانیا بود.
از باشگاه‌هایی که در آن بازی کرده‌است می‌توان به باشگاه فوتبال بارسلونا اشاره کرد.
وی در مسابقات کشوری و بین‌المللی در مجموع برندهٔ ۲ مدال نقره، ۲ مدال برنز شده‌است.